# Acanthocyclops hypogeus
Acanthocyclops hypogeus là một loài động vật giáp xác Copepoda thuộc họ Cyclopidae. Đây là loài đặc hữu của Slovenia.